# 사미르 (축구 선수)
조르지 사미르 크루스 캄푸스(포르투갈어: Jorge Sammir Cruz Campos, 1987년 4월 23일 ~ )는 흔히 사미르(Sammir)라는 이름으로 알려져 있는 크로아티아의 브라질 출신 전 축구 선수이다. 현역 시절 공격형 미드필더로 활약하였다.